# Nova Pátria
Nova Pátria é um distrito do município brasileiro de Presidente Bernardes, no interior do estado de São Paulo.

## História

### Formação administrativa
- Decreto-Lei n° 14.334 de 30/11/1944 - Cria o distrito de Dumontina, com sede no povoado de Santos Dumont, município de Presidente Bernardes, e território desmembrado do distrito de Pirapozinho, município de Presidente Prudente, e do distrito sede do município de Santo Anastácio[4]
- Lei n° 233 de 24/12/1948 - Transfere a sede do distrito de Dumontina para o povoado de Nova Pátria, município de Presidente Bernardes, assumindo o distrito esta denominação[5][6]

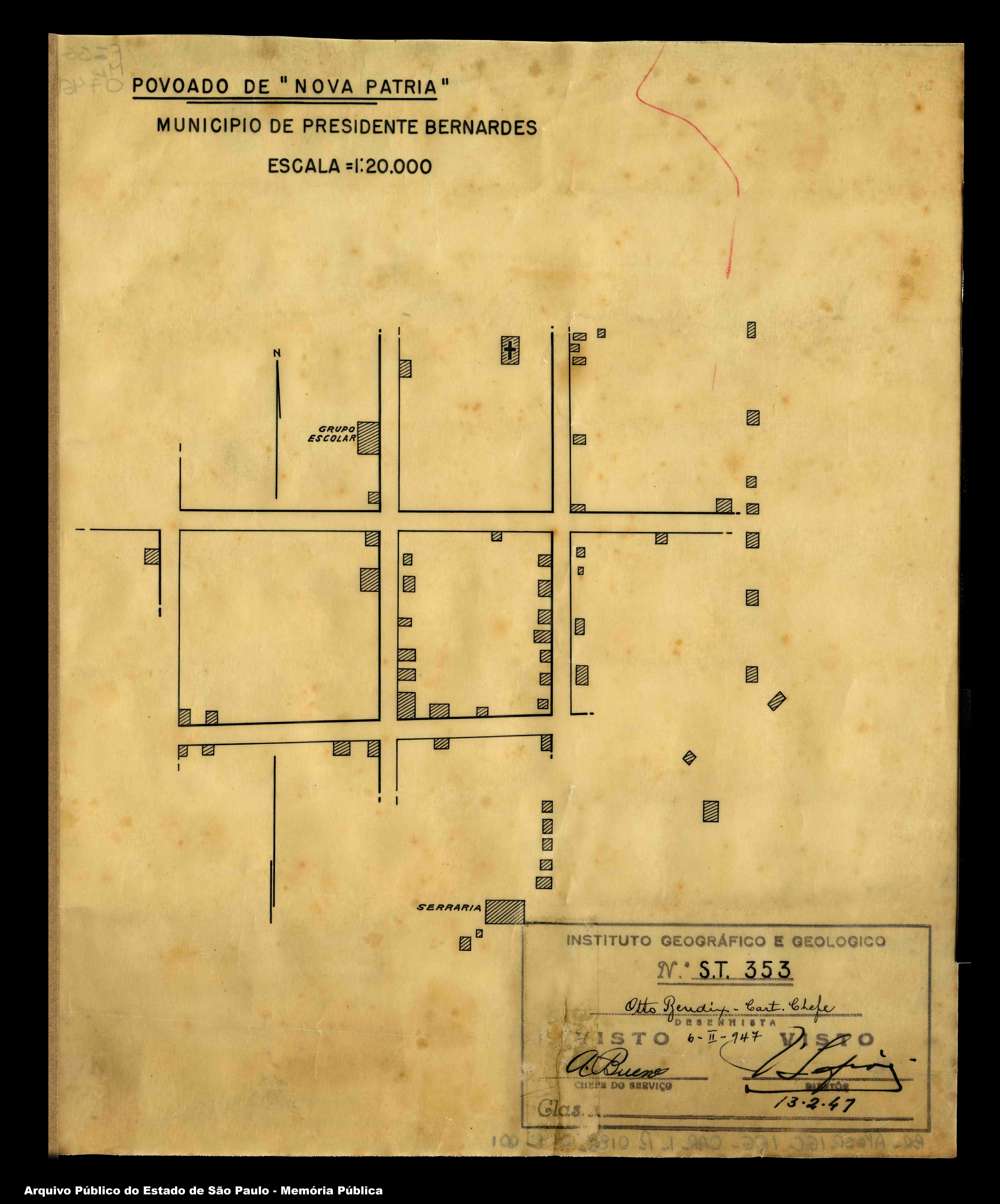
Planta da área urbana original.

## Geografia

### Demografia

#### População urbana
| Crescimento população urbana | Crescimento população urbana | Crescimento população urbana | Crescimento população urbana |
| Censo                        | Pop.                         |                              | %±                           |
| ---------------------------- | ---------------------------- | ---------------------------- | ---------------------------- |
| 1950                         | 318                          |                              | —                            |
| 1960                         | 246                          |                              | −22,6%                       |
| 1970                         | 264                          |                              | 7,3%                         |
| 1980                         | 539                          |                              | 104,2%                       |
| 1991                         | 785                          |                              | 45,6%                        |
| 2000                         | 659                          |                              | −16,1%                       |
| 2010                         | 596                          |                              | −9,6%                        |
| Fonte: IBGE e Fundação SEADE |                              |                              |                              |

#### População total
Pelo Censo 2010 (IBGE) a população total do distrito era de 1 901 habitantes.

### Área territorial
A área territorial do distrito é de 274,131 km².

### Rodovias
O principal acesso a Nova Pátria é a estrada vicinal que liga o distrito a Rodovia Raposo Tavares (SP-270) e a Rodovia Olímpio Ferreira da Silva (SP-272).

## Serviços públicos

### Registro civil
Atualmente é feito na sede do município, pois o Cartório de Registro Civil das Pessoas Naturais do distrito foi extinto pelo  Tribunal de Justiça do Estado de São Paulo, e seu acervo foi recolhido ao cartório do distrito sede.

### Saneamento
O serviço de abastecimento de água é feito pela Companhia de Saneamento Básico do Estado de São Paulo (SABESP).

### Energia
A responsável pelo abastecimento de energia elétrica é a Energisa Sul-Sudeste, antiga Caiuá (distribuidora do grupo Rede Energia).

## Religião
O Cristianismo se faz presente no distrito da seguinte forma:

### Igreja Católica
- A igreja faz parte da Diocese de Presidente Prudente[18].

### Igrejas Evangélicas
- Assembleia de Deus - O distrito possui uma congregação da Assembleia de Deus Ministério do Belém, vinculada ao Campo de Santo Anastácio. Por essa igreja, através de um início simples, mas sob a benção de Deus, a mensagem pentecostal chegou ao Brasil. Esta mensagem originada nos céus alcançou milhares de pessoas em todo o país, fazendo da Assembleia de Deus a maior igreja evangélica do Brasil[19].
- Congregação Cristã no Brasil[20].